# أدولف روبرت كراوس
أدولف روبرت كراوس (بالإنجليزية: Adolph Robert Kraus) هو نحات أمريكي، ولد في 5 أغسطس 1850 في Zeulenroda-Triebes ‏ في ألمانيا، وتوفي في 7 نوفمبر 1901 في دانفرز في الولايات المتحدة.